# Whitchurch (stacja kolejowa w Hampshire)
Whitchurch – stacja kolejowa w mieście Whitchurch w hrabstwie Hampshire na linii kolejowej West of England Main Line. Stacja bez sieci trakcyjnej. Jest oddalona jest o 100 km od końcowej stacji linii Londyn Waterloo.

## Ruch pasażerski
Stacja obsługuje ok. 124 334 pasażerów rocznie (dane za rok 2021/2022). Posiada bezpośrednie połączenia z Exeterem, Londynem Waterloo i Salisbury. Pociągi odjeżdżają ze stacji w odstępach godzinnych w każdą stronę.

## Obsługa pasażerów
Automat biletowy, kasa biletowa, przystanek autobusowy, parking na 48 miejsc samochodowych i 12 rowerowych